# Hervé Tchami
Hervé Christian Tchami-Ngangoue, född 20 februari 1988 i Fopounga, är en kamerunsk före detta fotbollsspelare.

## Karriär
Tchami kom som 17-åring till Hertha Berlins ungdomsakademi där han var kvar 2005–2006 för att sedan representera Hamburger SV:s ungdomslag 2006–2008. Därefter har han spelat seniorfotboll för tyska Hamburger SV, polska Zagłębie Sosnowiec, tjeckiska MFK Karviná, ungerska Szolnoki MÁV FC, ungerska Budapest Honvéd FC och polska Pogoń Szczecin. I mars 2014 skrev han på för svenska IFK Värnamo. I juli 2014 avbröt han sitt ettårskontrakt i förtid.
Han har även spelat en landskamp för Kameruns landslag.